# Антиох из Сиракузе
Антиох из Сиракузе, сицилијански Грк, писац и историчар, из 5. века пре нове ере, Сиракуза (данас Италија).

## Живот и рад
Подаци о његовом животу су непознати, знамо га само из његових дела.
Од његовог обимног дела сачувано је неколико одломака који су од великог значаја због тачности са којом описује догађаје. Као што се види из помена каснијих историчара, Антиох је написао најмање два дела. Једна је вероватно самостална књига и говори о староседеоцима јужних делова Апенинског полуострва и о колонијама које су тамо основали Грци до 432. године пре нове ере.
Друго дело се састоји од девет књига и представља историју Сицилије од митског краља Кокала, заштитника Дедала, до конгреса у Гели 424. п. н. е.
Антиох је писао на јонском дијалекту и у народном облику, па је за своје вршњаке био само логограф, данас бисмо рекли хроничар, а његова дела су убрзо заборављена. Тек каснија критика је препознала његову историјску важност за Стару Грчку, као и она коју Херодот има за своју родну Грчку. Чак га је и Тукидид вероватно користио као своје изворе у списима. Због његове историјске поузданости, више пута га помињу и Страбон и Дионисије из Халикарнаса.